# نادي جرش (الأردن)
نادي جرش الرياضي لكرة القدم هو نادي كرة قدم أردني أُسس في مدينة جرش شمال الأردن عام 1972، استطاع الفوز ببطولة دوري الدرجة الثالثة عام 1977 ليصعد إلى الدرجة الثانية وليتمكن أيضاً من الفوز بهذه البطولة ليصعد إلى الدرجة الأولى عام 1978 وهو الآن يلعب في الدوري الأردني الدرجة الثانية.